# Alloxytropus kerzhneri
Alloxytropus kerzhneri är en tvåvingeart som beskrevs av Zaitzev 1972. Alloxytropus kerzhneri ingår i släktet Alloxytropus och familjen fönsterflugor.
Artens utbredningsområde är Mongoliet. Inga underarter finns listade i Catalogue of Life.